# Mongolodiaptomus pectinidactylus
Mongolodiaptomus pectinidactylus is een eenoogkreeftjessoort uit de familie van de Diaptomidae. De wetenschappelijke naam van de soort is voor het eerst geldig gepubliceerd in 1964 door Shen & Tai.